# Anders Zettergren
Anders Zettergren (Settergren), född 1757, död 7 maj 1805 i Stockholm, var en svensk dekorationsmålare.
Han var farfar till bokhandlaren Fredrik Zettergren. Han studerade dekorationsmåleri för Louis Jean Desprez i Stockholm och uppges ha biträtt Desprez som dekorationsmålare vid Kungliga operan där han var anställd 1793–1794. Han är omnämnd som gesäll 1794 då han förgäves ansökte om att bli antagen som mästare. Som porträttmålare har han efterlämnat en målning av Anna Helena Wallerstedt. Zettergren lär vara den första konstnär som tillverkade transparent målade rullgardiner i Sverige.     